# كريستين نولين
كريستين نولين (بالإنجليزية: Kristen Newlin)‏ مواليد 8 مايو 1985 في كايلوا-كونا، هي لاعبة كرة سلة أمريكية. بدأت مسيرتها الاحترافية في سنة 2007. تم اختيارها من قبل فريق هيوستن كومتز خلال الدرافت. تلعب مع نادي فنربخشة كلاعب وسط. وتحمل الرقم 43. يبلغ طولها 6 قدم 5 بوصة (2.0 م).

## روابط خارجية
- كريستين نولين على موقع الاتحاد الدولي لكرة السلة (الإنجليزية)
- كريستين نولين على موقع كرة السلة الأوروبية.كوم (الإنجليزية)
- كريستين نولين على موقع كلية كرة السلة في سبورتس رفرنس.كوم (الإنجليزية)
- كريستين نولين على موقع بروبوليرز (الإنجليزية)
- كريستين نولين على موقع سبورتس رفرنس (الإنجليزية)